# Ordine del giorno (cinema)
Nel mondo del cinema, l'ordine del giorno (abbreviato con OdG) è il documento distribuito quotidianamente alla troupe per mettere tutti a conoscenza dei programmi di lavoro per il giorno successivo.
L'ordine del giorno contiene informazioni riguardanti:
- scene che verranno girate
- attori presenti ed orari di convocazione per trucco e acconciature ("parrucco")
- specifica di eventuali comparse (figurazioni)
- necessità per la scena
- orari di convocazione degli elementi della troupe.

L'ordine del giorno viene redatto dal reparto regia e sottoscritto dall'aiuto regista e da un responsabile del reparto produzione.